# Stockwell
Pour les articles homonymes, voir Stockwell (homonymie).
Stockwell est un quartier du sud-ouest de Londres, situé entre les quartiers de Brixton, Clapham, Vauxhall, Nine Elms et Kennington, dans le Borough de Lambeth. Le quartier est desservi par la station de métro Stockwell. 
Stockwell est le centre de la communauté portugaise à Londres.
L'acteur Roger Moore est né à Stockwell.